# 奥科什
奥科什（法語：Occoches，法語發音：[ɔkɔʃ]）是法国上法蘭西大區索姆省的一个市镇，属于亚眠区。

## 地理
奥科什（50°10'28"N, 2°16'14"E）面积7.09 平方千米，位于法国上法蘭西大區索姆省，该省份为法国北部沿海省份，北起加来海峡省和北部省，西接滨海塞纳省和大西洋英吉利海峡，南至瓦兹省，东临埃纳省。
与奥科什接壤的市镇（或旧市镇、城区）包括：巴利、杜朗、埃姆-阿尔丹瓦勒、讷维莱特、乌特勒布瓦。
奥科什的时区为UTC+01:00、UTC+02:00（夏令时）。

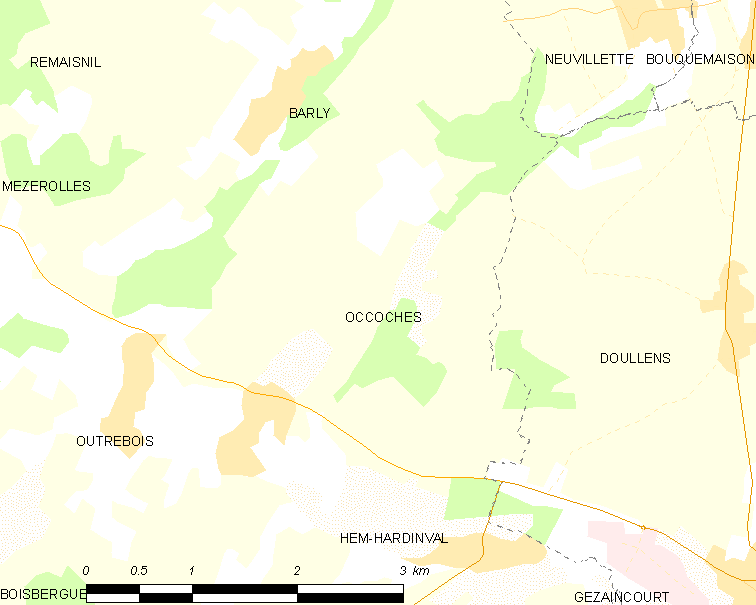
奥科什的OSM定位图

## 行政
奥科什的邮政编码为80600，INSEE市镇编码为80602。

## 政治
奥科什所属的省级选区为杜朗县。

## 人口

1962-2008年间奥科什人口变化图示

奥科什于2022年1月1日时的人口数量为124人。